# Vellemoz
Vellemoz là một xã ở tỉnh Haute-Saône trong vùng Franche-Comté phía đông Pháp. Xã có diện tích 4,2 kilômét vuông, dân số năm 2006 là 93 người. Khu vực này có độ cao từ 207-254 mét trên mực nước biển.